# Clarence Griffin
Clarence James Griffin (San Francisco, 19 gennaio 1888 – 28 marzo 1973) è stato un tennista statunitense.

## Biografia
Si è sposato nel 1929 con Mildred Talbot De Camp, era lo zio del conduttore televisivo Merv Griffin.

## Carriera
Ha raggiunto la prima finale Slam agli U.S. National Championships 1913 nel doppio maschile insieme a John Strachan ma sono stati sconfitti in tre se da Maurice McLoughlin e Tom Bundy. Due anni dopo è riuscito a conquistare il titolo in coppia con Bill Johnston, i due insieme hanno vinto il torneo anche nel 1916 e nel 1920.
In singolare è avanzato fino alle semifinali degli U.S. National Championships 1916, dove è stato sconfitto da Richard Norris Williams, e ha vinto il torneo di Cincinnati 1915 superando nella finale William S. McElroy.
È stato introdotto nell'International Tennis Hall of Fame nel 1970.

## Statistiche

### Finali nei tornei del Grande Slam

#### Doppio

##### Vittorie (3)
| Anno | Torneo                      | Compagno      | Avversari in finale            | Punteggio               |
| 1915 | U.S. National Championships | Bill Johnston | Maurice McLoughlin Tom Bundy   | 2–6, 6–3, 6–4, 3–6, 6–3 |
| 1916 | U.S. National Championships | Bill Johnston | Maurice McLoughlin Ward Dawson | 6–4, 6–3, 5–7, 6–3      |
| 1920 | U.S. National Championships | Bill Johnston | Roland Roberts Willis Davis    | 6–2, 6–2, 6–3           |

##### Finali perse (1)
| Anno | Torneo                      | Compagno      | Avversari in finale          | Punteggio     |
| 1913 | U.S. National Championships | John Strachan | Maurice McLoughlin Tom Bundy | 4–6, 5–7, 1–6 |